# Lochberg
Lochberg – szczyt w Alpach Berneńskich, części Alp Zachodnich. Leży w Szwajcarii w kantonie Uri. Należy do pasma Alp Urneńskich. Można go zdobyć ze schroniska Albert-Heim-Hütte (2541 m) lub Dammahütte (2430 m).